# 奇奇爾塔 (新墨西哥州)
奇奇爾塔（英語：Chi Chil Tah）是位於美國新墨西哥州麥金萊縣的非建制地區。

## 地理
奇奇爾塔所處的海拔為高於海平面2061米（即6762英呎），而該地所採用的時區為UTC-7，即北美山地时区（MST）。同時該地設有夏令時間，為UTC-7調快一小時，即UTC-6（MDT）。